# Blindenmarkt
Blindenmarkt é um município da Áustria localizado no distrito de Melk, no estado de Baixa Áustria.

## Geografia
Blindenmarkt ocupa uma superfície de 17,05 km².

## População
Teve 2438 habitantes no fim de 2005.

## Política
Tradicionalmente, o partido mais forte em Blindenmarkt é o Partido Popular Austríaco. Mas nas eleições legislativas austríacas de 2006 e nas eleições do landtag da Baixa Áustria de 2008 o FPÖ aumentou-se. Com uma percentagem de 29,43% foi o partido segundo mais forte trás de ÖVP e antes de SPÖ. Nas Eleições legislativas na Áustria em 2008 o Partido da Liberdade da Áustria recebeu 35,55% dos votos válidos em Blindenmarkt e ficou em primeiro lugar. Foi o recorde na Baixa-Áustria.

### Burgomestre
O Burgomestre de Blindenmarkt é Franz Wurzer do Partido Popular Austríaco (desde 2007).

### Câmara Municipal
As eleições do conselho municipial foram no ano de 2005.

#### Lugares dos partidos
(em comparação com os eleições municipiais de 2005)
- ÖVP 11 (-1)
- FPÖ 6 (+2)
- SPÖ 3 (-2)
- FW („eleitores libres“) 1 (+1)

## Cultura e Esporte

### Associações esportivos
- SV Union Raika Blindenmarkt
- Desaster Supper Organisation
- Tennis Club Blindenmarkt
- Tria-Team NÖ West
- Turnverein Blindenmarkt
- Turnzentrum Blindenmarkt
- ESV Blindenmarkt